# 1 grosz 1949
1 grosz 1949 – moneta jednogroszowa, wprowadzona do obiegu w dniu wymiany pieniędzy 30 października 1950, zarządzeniem z 14 lutego 1951 roku (M.P. z 1951 r. nr 14, poz. 196), wycofana z obiegu z dniem denominacji z 1 stycznia 1995 roku, rozporządzeniem prezesa Narodowego Banku Polskiego z dnia 18 listopada 1994 (M.P. z 1994 r. nr 61, poz. 541).
Na monecie nie ma umieszczonego znaku mennicy.

## Awers
W centralnym punkcie umieszczono godło – orła bez korony, poniżej rok 1949, dookoła napis „RZECZPOSPOLITA POLSKA” (nazwa państwa obowiązująca do 1952 roku).

## Rewers
Na tej stronie monety znajduje się cyfra „1", poniżej napis „GROSZ”, a pod nim i z lewej strony gałązka.

## Nakład
Moneta została wybita na krążku aluminiowym o średnicy 14,7 mm, masie 0,5 grama, z rantem ząbkowanym (karbowanym), według projektu Andreja Petera. W 1949 roku w Budapeszcie wybito 400 000 000 sztuk. W 1953 roku w Warszawie wybito dodatkowe 116 000 sztuk.

## Opis
Średnica monety jest identyczna ze średnicą jednogroszówki wzoru 1923 bitej w okresie II Rzeczypospolitej i Generalnego Gubernatorstwa.
Moneta oficjalnie została wycofana z obiegu z dniem denominacji z 1 stycznia 1995 r., ale ze względu na spadek siły nabywczej z obiegu zniknęła już w latach 60. XX wieku.
Mimo wielu prób nie udało się dotychczas zidentyfikować jakiegokolwiek szczegółu rysunku bądź karbowania rantu, który pozwoliłby jednoznacznie rozróżnić egzemplarze bite w Budapeszcie od tych z Warszawy. Wśród kolekcjonerów istnieje niepotwierdzona oficjalnie teoria, że egzemplarze warszawskie są nieco grubsze i ciemniejsze.

## Wersje próbne
Istnieją wersje tej monety należące do serii próbnych w mosiądzu i niklu pierwsza z wklęsłym druga wypukłym napisem „PRÓBA”, wybite w nakładzie 100 i 500 sztuk odpowiednio. W katalogach podawana jest również informacja o istnieniu wersji próbnej technologicznej w miedzioniklu, w nieznanym nakładzie.